# Aspitates staudingeri
Aspitates staudingeri là một loài bướm đêm trong họ Geometridae.